# Las obras de ayer

Las obras de ayer, espectáculo realizado por el grupo de instrumentos informales Les Luthiers estrenado en el Teatro Astengo de Rosario, Argentina en el 2002. El espectáculo continúa siendo ejecutado hasta la actualidad, sobre todo en España. Se trata de la tercera antología del grupo (La cuarta si se cuenta Los Clásicos de Les Luthiers de 1980), en la que se interpretan sus obras más conocidas.

## Programa
- El Sendero de Warren Sánchez (salmos sectarios, 1987)
- La Balada del 7° Regimiento (canciones en el frente, 1989)
- El Explicado (gato didáctico, 1975)
- Pepper Clemens Sent the Messenger, Nevertheless the Reverend Left the Herd (ten-step, 1983)
- Quien Conociera a María Amaría a María (canción con mimos, 1987)
- San Ictícola de los Peces  (tarantela litúrgica, 1994)
- Canción a la Independencia de Feudalia (marcha atrás, 1983)
- La Hora de la Nostalgia (diez minutos de recuerdos, 1989)
- Cantata del Adelantado Don Rodrigo Díaz de Carreras, de sus Hazañas en Tierras de Indias, de los Singulares Acontecimientos en que se vio Envuelto, y de Cómo se Desenvolvió (cantata, 1977)

- Bis:
- Los Jóvenes de Hoy en Día (R.I.P. al rap, 1999)

## Grabación
Esta grabación se realizó el sábado 24 de agosto de 2002 en el Teatro Coliseo, Buenos Aires (Argentina).
Los Bonus Tracks se grabaron en: 
- Obra 8: En el Teatro Teresa Carreño, Caracas (Venezuela), 4 de noviembre de 1983 (Pertenece al espectáculo Por Humor al Arte, 1983)

- Obras 9, 10 y 11 en el Teatro Ollín Yoliztli, México DF (México), febrero de 1992 (Pertenecen al espectáculo El Reír de los Cantares 1989)

- Contenido del DVD:

- La Balada del 7° Regimiento (canciones en el frente, 1989)
- El Explicado (gato didáctico, 1975)
- Pepper Clemens Sent the Messenger, Nevertheless the Reverend Left the Herd (ten-step, 1983)
- Quien Conociera a María Amaría a María (canción con mimos, 1987)
- San Ictícola de los Peces (tarantela litúrgica, 1994)
- Canción a la Independencia de Feudalia (marcha atrás, 1983)
- Cantata del Adelantado Don Rodrigo Díaz de Carreras, de sus Hazañas en Tierras de Indias, de los Singulares Acontecimientos en que se vio Envuelto, y de Cómo se Desenvolvió (cantata, 1977)

- Bonus Tracks:

- El Regreso de Carlitos (escena de película, 1983)
- Fly Airways (aires aéreos, 1989)
- "Don Juan" de Mastropiero (dúo de barítono y tenorio, 1989)
- Selección de Bailarines (comedia musical, 1989)

## Curiosidades
- La letra de la Canción a la Independencia de Feudalia se modificó casi en su totalidad. La única estrofa que quedó intacta fue la del final.

- La Canción a la Independencia de Feudalia sólo se interpretó durante la primera temporada (2002) y parte de la segunda (2003), luego fue quitada del programa sin ser reemplazada.

- En las primeras funciones se incluyeron las obras El Regreso de Carlitos (1983) y Recitado Gauchesco (1973), pero luego fueron borradas del programa.

- Un dato muy interesante es que en la obra Pepper Clemens Sent the Messenger, Nevertheless the Reverend Left the Herd (1983), se modificó su estructura, en vez de tener el orden cronológico de un trío de Tubófonos Silicónicos Cromáticos, un trío de Bocinetas, un trío de Tablas de Lavar, un Piano a seis manos y un solo de Clarinete, tuvo un trío de Latines, un trío de Tubófonos, un trío de Bocinetas, un Pian o a seis manos y un trío de Tablas de Lavar, además se le modificó toda la pequeña letra, o sea, no es como su versión de 1983.

- En 2005 se modificó el programa de este espectáculo, se eliminó la Canción a la Independencia de Feudalia y El Explicado, se cambió el orden de algunas obras y entonces el programa quedó así:

- - El Sendero de Warren Sánchez (salmos sectarios, 1987)
  - La Balada del 7° Regimiento (canciones en el frente, 1989)
  - Cantata del Adelantado Don Rodrigo Díaz de Carreras, de sus Hazañas en Tierras de Indias, de los Singulares Acontecimientos en que se vio Envuelto, y de Cómo se Desenvolvió  (cantata, 1977)
  - La Hora de la Nostalgia (diez minutos de recuerdos, 1989)
  - San Ictícola de los Peces (tarantela litúrgica, 1994)
  - Quien Conociera a María Amaría a María (canción con mimos, 1987)
  - Pepper Clemens Sent the Messenger, Nevertheless the Reverend Left the Herd (ten-step, 1983)

- - Fuera de Programa:

- - Los Jóvenes de Hoy en Día (R.I.P. al rap, 1999)

- Datos: Q5971238